# Montelhs (Gard)
Montelhs (en francès Monteils) és un municipi francès situat al departament del Gard i a la regió d'Occitània.